# In einem Land vor unserer Zeit XIV – Die Reise der mutigen Saurier-Freunde
In einem Land vor unserer Zeit XIV – Die Reise der mutigen Saurier-Freunde ist ein Zeichentrickfilm. Regie führte Davis Doi. Der Film wurde am 21. April 2016 auf DVD veröffentlicht. Er stammt von Universal Pictures.

## Handlung
Littlefoots Vater kehrt nicht von einer wichtigen Mission zurück. Deshalb begibt sich der Langhals zusammen mit seinen Freunden Cera, Ducky, Petrie und Spike in ein aufregendes Abenteuer, um seinen Vater zu retten. Unterwegs durch unbekannte Gegenden trifft die kleine Rettungstruppe auf Etta und Fuchtelarmi und schließt Freundschaft mit ihnen. Auf der Reise lernen die mutigen Saurier-Freunde, dass sie alle Herausforderungen meistern können, wenn sie zusammenhalten.

## Charaktere
| Rolle                  | Gattung       | Englischer Sprecher | Deutscher Sprecher         |
| ---------------------- | ------------- | ------------------- | -------------------------- |
| Littlefoot             | Apatosaurus   | Felix Avitia        | Rubina Nath                |
| Cera                   | Triceratops   | Anndi McAfee        | Magdalena Turba            |
| Ducky                  | Saurolophus   | Aria Noelle Curzon  | Julia Stoepel              |
| Petrie                 | Pteranodon    | Jeff Bennett        | Wolfgang Ziffer            |
| Spike                  | Stegosaurus   | Rob Paulsen         | Mario von Jascheroff       |
| Littlefoots Großvater  | Apatosaurus   |                     | Karl Schulz                |
| Littlefoots Großmutter | Apatosaurus   |                     | Sonja Deutsch              |
| Ceras Vater            | Triceratops   | George Ball         | Helmut Krauss              |
| Etta                   |               | Reba McEntire       | Denise Gorzelanny          |
| Bron                   | Apatosaurus   | Scott Whyte         | Erich Räuker               |
| Chomper                | Tyrannosaurus | Isaac Brown         | Constantin von Jascheroff  |
| Fuchtelarmi            |               | Damon Wayans, Jr.   | Mario von Jascheroff       |
| Ruby                   |               | Meghan Strange      | Juana-Maria von Jascheroff |
| Erzähler               |               |                     | Roland Hemmo               |